# Llista de monuments de l'Albi
Llista de monuments de l'Albi inclosos en l'Inventari del Patrimoni Arquitectònic Català per al municipi de l'Albi (Garrigues). Inclou els inscrits en el Registre de Béns Culturals d'Interès Nacional (BCIN) amb la classificació de monuments històrics, els Béns Culturals d'Interès Local (BCIL) de caràcter immoble i la resta de béns arquitectònics integrants del patrimoni cultural català.
| Monument                                                          | Protecció   | Estil/època                                                 | Localització                                                    | Coordenades                                          | Codi?         | Imatge |
| ----------------------------------------------------------------- | ----------- | ----------------------------------------------------------- | --------------------------------------------------------------- | ---------------------------------------------------- | ------------- | --- |
| Castell de l'Albi                                                 | BCIN 460-MH | Romànic, gòtic, renaixement, barroc, neoclassicisme XIII-XV | L'Albi C. del Castell                                           | 41° 25′ 26″ N, 0° 56′ 08″ E / 41.423871°N,0.935644°E | RI-51-0006216 | Castell de l'Albi · Vegeu més fotos d'aquest monument · Carregueu una nova foto d'aquest monument                                  |
| Casa de la Vila                                                   |             | Obra popular, renaixement XVII                              | L'Albi C. l'Abeurador, 1                                        | 41° 25′ 23″ N, 0° 56′ 10″ E / 41.42294°N,0.93618°E   | IPA-13819     | Casa de la Vila (l'Albi) · Vegeu més fotos d'aquest monument · Carregueu una nova foto d'aquest monument                           |
| Cal Melo                                                          |             | Obra popular XVII                                           | L'Albi C. de la Boqueta, 1                                      | 41° 25′ 23″ N, 0° 56′ 06″ E / 41.42301°N,0.93512°E   | IPA-13821     | Carregueu una nova foto d'aquest monument                                                                                          |
| Carrer del Call                                                   | BCIL 2006   | Gòtic XII-XIII                                              | L'Albi C. del Call                                              | 41° 25′ 21″ N, 0° 56′ 10″ E / 41.422525°N,0.936125°E | IPA-13822     | Carrer del Call (l'Albi) · Vegeu més fotos d'aquest monument · Carregueu una nova foto d'aquest monument                           |
| Església de Santa Maria                                           |             | Barroc XVIII                                                | L'Albi C. Unió, 2 (A)                                           | 41° 25′ 19″ N, 0° 56′ 12″ E / 41.422°N,0.93666°E     | IPA-13823     | Església de Santa Maria (l'Albi) · Vegeu més fotos d'aquest monument · Carregueu una nova foto d'aquest monument                   |
| Carrer Major                                                      |             | Obra popular XVII                                           | L'Albi C. Major                                                 | 41° 25′ 22″ N, 0° 56′ 08″ E / 41.42273°N,0.93562°E   | IPA-13824     | Carrer Major (l'Albi) · Vegeu més fotos d'aquest monument · Carregueu una nova foto d'aquest monument                              |
| Cal Moro                                                          |             | Obra popular XVII                                           | L'Albi C. Major, 9                                              | 41° 25′ 22″ N, 0° 56′ 09″ E / 41.42264°N,0.93582°E   | IPA-13826     | Carregueu una nova foto d'aquest monument                                                                                          |
| Cal Boter                                                         |             | Obra popular XVII                                           | L'Albi C. Major, 19                                             | 41° 25′ 22″ N, 0° 56′ 07″ E / 41.4227°N,0.93532°E    | IPA-13827     | Carregueu una nova foto d'aquest monument                                                                                          |
| Plaça de la Vellesa                                               |             | Obra popular XVI                                            | L'Albi Pl. de la Vellesa                                        | 41° 25′ 22″ N, 0° 56′ 12″ E / 41.42287°N,0.93656°E   | IPA-13828     | Plaça de la Vellesa (l'Albi) · Vegeu més fotos d'aquest monument · Carregueu una nova foto d'aquest monument                       |
| Ermita dels Sants Metges                                          |             | Obra popular XIV                                            | L'Albi P. Sant Cosme                                            | 41° 25′ 18″ N, 0° 56′ 04″ E / 41.42174°N,0.9344°E    | IPA-13829     | Ermita dels Sants Metges (l'Albi) · Vegeu més fotos d'aquest monument · Carregueu una nova foto d'aquest monument                  |
| Cal Sort                                                          |             | Modernisme XX                                               | L'Albi C. Unió, 34                                              | 41° 25′ 23″ N, 0° 56′ 14″ E / 41.42317°N,0.93715°E   | IPA-13830     | Carregueu una nova foto d'aquest monument                                                                                          |
| Celler i molí d'oli del Sindicat Agrícola, o Cooperativa del Camp | BCIL 2010   | Noucentisme, modernisme Cèsar Martinell XX Inici            | L'Albi Av. Catalunya, 9                                         | 41° 25′ 25″ N, 0° 56′ 17″ E / 41.4236°N,0.93794°E    | IPA-13832     | Celler i molí d'oli del Sindicat Agrícola (l'Albi) · Vegeu més fotos d'aquest monument · Carregueu una nova foto d'aquest monument |
| Construccions de pedra seca I                                     |             | Obra popular                                                | L'Albi Les Comes                                                |                                                      | IPA-17724     | Carregueu una nova foto d'aquest monument                                                                                          |
| Construccions de pedra seca II                                    |             | Obra popular                                                | L'Albi Comellarades                                             |                                                      | IPA-17725     | Construccions de pedra seca II (l'Albi) · Vegeu més fotos d'aquest monument · Carregueu una nova foto d'aquest monument            |
| Construccions de pedra seca III                                   |             | Obra popular XVII                                           | L'Albi Siguretes                                                |                                                      | IPA-17726     | Carregueu una nova foto d'aquest monument                                                                                          |
| Construccions de pedra seca IV                                    |             | Obra popular XIX                                            | L'Albi Els Pruners                                              |                                                      | IPA-17727     | Carregueu una nova foto d'aquest monument                                                                                          |
| Construccions de pedra seca V                                     |             | Obra popular                                                | L'Albi Les Comes                                                |                                                      | IPA-17728     | Carregueu una nova foto d'aquest monument                                                                                          |
| Construccions de pedra seca VI                                    |             | Obra popular                                                | L'Albi Partida Coster dels Reguers                              |                                                      | IPA-17729     | Carregueu una nova foto d'aquest monument                                                                                          |
| Construccions de pedra seca VII                                   |             | Obra popular                                                | L'Albi Les Guardies                                             |                                                      | IPA-17730     | Carregueu una nova foto d'aquest monument                                                                                          |
| Construccions de pedra seca VIII                                  |             | Obra popular                                                | L'Albi Els Plans                                                |                                                      | IPA-17731     | Carregueu una nova foto d'aquest monument                                                                                          |
| Construccions de pedra seca IX                                    |             | Obra popular XIX                                            | L'Albi Les Carretes                                             |                                                      | IPA-17732     | Carregueu una nova foto d'aquest monument                                                                                          |
| Construccions de pedra seca X                                     |             | Obra popular                                                | L'Albi Els Plans                                                |                                                      | IPA-17733     | Carregueu una nova foto d'aquest monument                                                                                          |
| Construccions de pedra seca XI                                    |             | Obra popular                                                | L'Albi El Tancat                                                |                                                      | IPA-17735     | Carregueu una nova foto d'aquest monument                                                                                          |
| Construccions de pedra seca XII                                   |             | Obra popular XX                                             | L'Albi Coster de Juliols                                        |                                                      | IPA-17736     | Carregueu una nova foto d'aquest monument                                                                                          |
| Construccions de pedra seca XIII                                  |             | Obra popular                                                | L'Albi Les Guardies                                             |                                                      | IPA-17737     | Carregueu una nova foto d'aquest monument                                                                                          |
| Construccions de pedra seca XIV                                   |             | Obra popular XIX                                            | L'Albi Els Barrancs                                             |                                                      | IPA-17738     | Carregueu una nova foto d'aquest monument                                                                                          |
| Construccions de pedra seca XV                                    |             | Obra popular XIX                                            | L'Albi Els Plans                                                |                                                      | IPA-17739     | Carregueu una nova foto d'aquest monument                                                                                          |
| CEIP Els Aubis                                                    |             | Noucentisme XX                                              | L'Albi Av. Catalunya, 17                                        | 41° 25′ 27″ N, 0° 56′ 21″ E / 41.42412°N,0.93913°E   | IPA-17780     | CEIP Els Aubis (l'Albi) · Vegeu més fotos d'aquest monument · Carregueu una nova foto d'aquest monument                            |
| Restes d'una antiga església o capella                            |             | Gòtic tardà XV                                              | L'Albi C. Forn, 6                                               | 41° 25′ 24″ N, 0° 56′ 10″ E / 41.42329°N,0.936°E     | IPA-30808     | Carregueu una nova foto d'aquest monument                                                                                          |
| Abeurador                                                         |             | Obra popular XIX Final                                      | L'Albi Pl. de la Vellesa                                        | 41° 25′ 22″ N, 0° 56′ 11″ E / 41.42287°N,0.9363°E    | IPA-30809     | Abeurador (l'Albi) · Vegeu més fotos d'aquest monument · Carregueu una nova foto d'aquest monument                                 |
| Antiga Farmàcia Can Ribera                                        | BCIL 2006   | XVII, XX                                                    | L'Albi C. Major, 1                                              | 41° 25′ 22″ N, 0° 56′ 10″ E / 41.422757°N,0.936233°E | IPA-45988     | Carregueu una nova foto d'aquest monument                                                                                          |
| Molí tocant al terme de Cervià                                    | BCIL 2006   |                                                             | L'Albi Al sud-oest del nucli urbà, al límit del terme municipal |                                                      | IPA-45990     | Carregueu una nova foto d'aquest monument                                                                                          |